# 傅豹
傅豹（?—?），战国时期人物，本赵国人，在燕国担任武垣县令。
前260年，赵国免廉颇，赵括代任。秦军围赵括，长平之战，赵括战败，四十馀万士卒被坑杀。前259年，赵孝成王朝觐秦王后回国，不听秦命，秦国围邯郸。武垣县令傅豹、王容、苏射率燕国之众返回燕地。